# Kleciszcze (obwód miński)
Kleciszcze (biał. Кляцішча, Klaciszcza; ros. Клетище, Kletiszcze) – wieś na Białorusi, w obwodzie mińskim, w rejonie stołpeckim, w sielsowiecie Naliboki.

## Warunki naturalne
Kleciszcze położone jest nad kanałem Szubino-Niemeńskim (odnogą Usy), wewnątrz Puszczy Nalibockiej – największego kompleksu leśno-bagiennego Białorusi i na terenie Nalibockiego Rezerwatu Krajobrazowego.

## Historia
W XIX i w początkach XX w. folwark położony w Rosji, w guberni wileńskiej, w powiecie oszmiańskim. Znajdowała się tu fabryka żelazna i gisernia dóbr Naliboki.
W dwudziestoleciu międzywojennym wieś i leśniczówka leżąca w Polsce, w województwie nowogródzkim, w powiecie stołpeckim, w gminie Naliboki. W 1921 wieś liczyła 140 mieszkańców, zamieszkałych w 27 budynkach, wyłącznie Polaków. 128 mieszkańców było wyznania rzymskokatolickiego i 12 prawosławnego. Leśniczówka liczyła zaś 39 mieszkańców, zamieszkałych w 7 budynkach, w tym 32 Polaków, 1 Białorusina i 6 osób innej narodowości. 29 mieszkańców było wyznania rzymskokatolickiego i 10 prawosławnego.
W czasie II wojny światowej 1 mieszkaniec miejscowości dołączył do Zgrupowania Stołpeckiego Armii Krajowej. W 1943 w ramach operacji Hermann wieś została spacyfikowana i zniszczona przez Niemców.
Po II wojnie światowej w granicach Związku Sowieckiego. Od 1991 w niepodległej Białorusi.